# Didymodon orientalis
Didymodon orientalis là một loài rêu trong họ Pottiaceae. Loài này được (F. Weber) R.S. Williams mô tả khoa học đầu tiên năm 1915.